# Дом архитектора А. Г. Григорьева
Дом Архитектора А. Г. Григорьева — дом в Красносельском районе Центрального административного округа города Москвы, построенный А. Г. Григорьевым для своей семьи и расположенный по адресу Милютинский переулок, д. 8.

## История
Дом был построен в стиле московского ампира (позднего классицизма) архитектором А. Г. Григорьевым в 1843 году. Это двухэтажный особняк, имеющий пять окон на первом этаже и антресольный второй этаж, сбоку имеется служебный флигель. Кардинальных реконструкций за все время существования здания не было.
Первый этаж дома разделен на переднюю парадную часть, включающую зал и кабинет с камином, и задние пониженные комнаты, в которых первоначально располагались столовая и чертежная комната, в которой, по замыслу, работал архитектор А. Г. Григорьев. Задние комнаты имеют четырехчастные окна с видом во двор, передние — обращенные на улицу характерные полуциркульные окна.
Архитектор А. Г. Григорьев жил в этом доме с супругой до своей смерти в 1868 году, после чего владельцем дома стал его сын художник М. А. Григорьев.
В 1923 году в здании находилась анархистская редакция «Голос труда», занимавшаяся профильным книгоизданием, в частности, опубликовала труды М. А. Бакунина и П. А. Кропоткина.